# Elliptio chipolaensis
Elliptio chipolaensis är en musselart som först beskrevs av Walker 1905.  Elliptio chipolaensis ingår i släktet Elliptio och familjen målarmusslor. IUCN kategoriserar arten globalt som starkt hotad. Inga underarter finns listade i Catalogue of Life.